# Zeng Jinyan

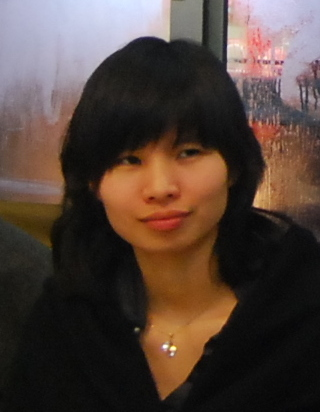
Zeng Jinyan, 20. November 2010

Zeng Jinyan (chinesisch 曾金燕, Pinyin Zēng Jīnyàn; * 9. Oktober 1983) ist eine chinesische Bloggerin und Menschenrechtsaktivistin und die Frau des AIDS- und Umweltaktivisten Hu Jia.

## Leben
Zeng wurde für ihren Blog bekannt, den sie seit dem Verschwindens ihres Mannes betrieb, wofür mutmaßlich die chinesische Geheimpolizei verantwortlich war. Zeng wurde im August 2006 unter Hausarrest gestellt, und ihr Blog, der detailliert ihr Leben unter permanenter Überwachung und polizeilicher Belästigung beschrieb, wurde in China konsequent blockiert. Zeng setzte die Bearbeitung ihres Blogs fort.
Zeng Jinyan und Hu Jia erstellten eine 31-minütige Dokumentation, Prisoners of Freedom City („Gefangene der Freiheits-Stadt“) über ihren siebenmonatigen Hausarrest vom August 2006 bis zum März 2007. Das Paar wurde zwei Monate später, am 18. Mai 2007, erneut unter Hausarrest gestellt, wegen „Verletzung der Staatssicherheit“. Zeng Jinyan ist dargestellt in Tian’anmen 2.0. und wurde vom TIME Magazine zu den 100 wichtigsten Menschen der Gegenwart gezählt, als „Heldin“ und „Pionierin“.
Zeng Jinyan gehörte 2008 zu den Unterzeichnerinnen der Charta 08.
2017 promovierte Zeng an der Universität Hongkong, wo sie sich mit Film, Gender und Cyber-Aktivismus beschäftigte. In ihrer Dissertation befasste sie sich mit der Arbeit von Ai Xiaoming, einer feministischen Literaturprofessorin und Dokumentarfilmerin in China. Im selben Jahr war sie als Oak Human Rights Fellow am Colby College in Waterville, Maine (USA). Später arbeitete sie als Postdoktorandin an der Universität Haifa (Israel) sowie am Centre for East and South-East Asian Studies der Lund Universität in Schweden, wo sie seit 2021 tätig ist. Ihre Forschungsschwerpunkte umfassen Gender, Sexualität, Kultur, Politik und soziale Aktivismen, insbesondere in China.
Zeng ist außerdem weiterhin in der Menschenrechtsarbeit aktiv und setzt sich für die Rechte von unterdrückten Gemeinschaften in China ein, insbesondere für Frauen und ethnische Minderheiten. Sie hat an mehreren internationalen Konferenzen teilgenommen und feministische Perspektiven in ihrer Forschung und ihren Filmen weiterentwickelt.

## Filmografie (Auswahl)
- Prisoners in Freedom City (2007) mit Hu Jia.
- A Poem to Liu Xia (2015; Drehbuch).[8]
- Outcry and Whisper (2020) mit Wen Hai und Trish McAdam.[9]

## Publikationen
- Desiring Feminism in Chinese Documentary (2023).
- Queering Community: Affect of Visuality in the Sinosphere (2023).

- Visualising the Post-2000s Inland Tibet Class Generation (2024).
- Queering Community: Affect of Visuality in the Sinosphere (2024).[6]